# Ophiocreas japonicus
Ophiocreas japonicus är en ormstjärneart som beskrevs av Jean Baptiste François René Koehler 1907. Ophiocreas japonicus ingår i släktet Ophiocreas och familjen Asteroschematidae. Inga underarter finns listade i Catalogue of Life.